# Comandi di Google
Nel settore della ottimizzazione nei motori di ricerca con comandi di Google si intende una serie di codici che permettono ricerche approfondite all'interno del motore di ricerca Google. È possibile scrivere sequenze logiche di comandi, affinando la ricerca.

## Filetype
Il comando filetype permette di cercare un file con l'unica estensione inserita dopo, es. filetype:pdf "chiave_di_ricerca".

## Site
Tramite il comando site viene fornita la lista delle pagine indicizzate da Google per un determinato sito web. Per utilizzare questo comando bisogna aprire Google ed effettuare la ricerca site:il_mio_sito (senza spazio dopo site:), dove al posto di il_mio_sito va inserito l'URL del sito che si vuole monitorare.

## Allintext
Tramite il comando allintext viene fornita la lista delle pagine indicizzate da Google che contengono delle determinate parole all'interno del testo. Per utilizzare questo comando bisogna aprire google ed effettuare la ricerca allintext:le_parole_che_devi_cercare, dove al posto di le_parole_che_devi_cercare vanno inserite le parole che volete cercare.

## Allintitle
Tramite il comando allintitle viene fornita la lista delle pagine indicizzate da Google che contengono delle determinate parole all'interno del titolo. Per utilizzare questo comando bisogna aprire Google ed effettuare la ricerca allintitle:le_parole_che_devi_cercare, dove al posto di le_parole_che_devi_cercare vanno inserite le parole che volete cercare.

## Allinanchor
Tramite il comando allinanchor viene fornita la lista delle pagine indicizzate da Google che contengono delle determinate parole all'interno dell'anchor. Per utilizzare questo comando bisogna aprire Google ed effettuare la ricerca allinanchor:le_parole_che_devi_cercare, dove al posto di le_parole_che_devi_cercare vanno inserite le parole che volete cercare.

## Allinurl
Tramite il comando allinurl viene fornita la lista delle pagine indicizzate da Google che contengono delle determinate parole all'interno dell'URL. Per utilizzare questo comando bisogna aprire Google ed effettuare la ricerca allinurl:le_parole_che_devi_cercare, dove al posto di le_parole_che_devi_cercare vanno inserite le parole che volete cercare.

## Cache
Tramite il comando cache viene fornita la cache memorizzata all'interno del database di Google per la pagina che si vuole monitorare. Per utilizzare questo comando bisogna aprire Google ed effettuare la ricerca cache:la_mia_pagina, dove al posto di la_mia_pagina va inserito l'url della pagina che si vuole monitorare.

## Define
Tramite il comando define viene fornita una definizione del termine cercato. Per utilizzare questo comando bisogna aprire Google ed effettuare la ricerca define:la_parola_che_cerco, dove al posto di la_parola_che_cerco va inserita la parola di cui si vuole la definizione.

## Caratteri Speciali
Le seguenti operazioni logiche sono supportate:
- OR: permette di cercare una parte di una query non esatta. Può essere utilizzato anche più di una volta.
- Doppi apici: utilizzati per cercare una parola specifica o un insieme di parole scritte esattamente in quel modo.
- Segno meno: indica di escludere una parte della query. Ad esempio: "-wikipedia" permette di escludere tutte le pagine che hanno "wikipedia" nel contenuto.
- Tilde: indica di cercare anche eventuali sinonimi di una parola.

## Lista dei comandi minori
- author
- bphonebook
- filetype
- group
- inanchor
- info
- insubject
- intext
- intitle
- inurl
- location
- movie
- msgid
- phonebook
- related
- rphonebook
- safesearch
- site
- source
- stocks
- store
- weather